# Peter Henry Pearson
Peter Henry Pearson, född 31 maj 1860 i Landskrona, död 3 juli 1940 i McPherson County, Kansas, var en svenskamerikansk språkvetare.
Peter Henry Pearson var son till lantbrukaren Hans Persson. Han kom till USA vid fem års ålder och blev student vid Roanoke College i Salem, Virginia 1890. Han studerade i Berlin 1893. Pearson blev lärare i engelska och tyska vid Bethany College i Lindsborg 1892, huvudlärare i engelska språket där 1895 och vice rektor 1917. Från 1924 var han professor i litteratur vid Upsala College i East Orange och 1928–1930 dess vicepresident. Han var medlem av unionens Bureau of Education i Washington 1918–1924. Under denna tid studerade han skolväsendet i Skandinavien 1920–1921. Pearson medarbetade i många pedagogiska facktidskrifter samt utgav i bokform bland annat Questions on Shakespeare's Hamlet (1900), The Study of Literature (1913), Methods of Learning (1931), Shakespeare-Plots and Studies of Chief Plays (1935) samt Prairie Vikings (1927) som handlar om de svenska nybyggarna i Kansas.